# کاوشگر ماه‌پیمای بوئینگ
سیستم فرود انسانی بوئینگ (HLS) نام یک ایده پیشنهادی فرودگر ماه بوئینگ بود که توسط شرکت بوئینگ در ۵ نوامبر ۲۰۱۹ به عنوان بخشی از برنامه فضایی آرتمیس و مرحله بعدی اچ به ناسا ارسال شد. این پیشنهاد به عنوان «سریع‌ترین و ساده‌ترین روش» برای فرود بر ماه برای سال ۲۰۲۴ ارائه شد. کانسپت فرودگر ماه برای تأمین مالی ناسا به عنوان بخشی از آرتمیس در اطلاعیه ۳۰ آوریل ۲۰۲۰ انتخاب نشد.

## بررسی اجمالی
سیستم فرود انسانی بوئینگ طرح پیشنهادی برای یک فرودگر ماه و فضاپیمای مدار ماه بود که از سامانه پرتاب فضایی (موشک SLS) توسط ناسا برای پرتاب فرودگر به مدار زمین و سپس قرار دادن آن در مدار ماه بود تا در جایی که بخواهند استفاده شود. با دروازه قمری ناسا ملاقات کنید و به خدمه ای بپیوندید که در کپسول فضایی اوریون فرستاده شده‌اند. این ایده به عنوان پاسخی به درخواست ناسا در ماه مه ۲۰۱۵ ارائه شد، جایی که حدود دوازده شرکت طرح‌های فرودگر ماه را پیشنهاد کردند.
اینتوئتیو مشینز برای ساخت و آزمایش موتورهای فرودگر و ساختار مخزن سوخت انتخاب شد. اروجت راکت‌داین نیز در این پروژه شرکت داشت.